# فاضل السكراني

ملا فاضل السکرانی هو فاضل بن یعقوب بن عاشور بن سكران الطائي: ولد في الفلاحية بمحافظة خوزستان سنة 1340 هـ.ق الموافق سنة 1302ش.هـ وهي مدينة تاريخية لم تخلُ عبر تاريخها من الأدباء والشعراء والمؤرخين واللغويين أبرزهم ابن السكيت الدورقي والحاج هاشم الكعبي الدورقي وغیرهم. كان شاعرنا منذ طفولته مولعا بالشعر والأدب ويحضر الاحتفالات الأدبية التي تقام بالمناسبات ويسمع من شعرائها وأدبائها الأناشيد الأدبية والتواشيح الدينية. نظّم الشعر فی مبکر عمره وهو في سن الحادي عشر حتى أصبح شاعرا کبیرا وتفنن في نظم الابوذية حتى سمي بعميد الابوذيه. و قد تجاوزت شهرته الحدود الإيرانية فشعره في غاية الحسن والجمال من حيث النظم الفني والصور الشعرية الجميلة حتى بلغ مستواه الفني إلى ما انشده کبار الشعراء في الوطن وخارجه على رقة وعذوبة اشعاره الشعبية. وصل الیه الشعر وراثة من ابيه ومجالسته مع الأدباء وانتقل إلى أبناءه. له أكثر من 2500 بيت شعر في الوجدانيات والاخلاقيات و الاجتماعيات والهجاء و الرثاء.
انه الشاعر المعروف والأديب الموصوف الأستاذ فاضل بن يعقوب السكراني ؛ اشتهر في اواسط المجتمع بالملة فاضل وإن كنيته أبو مهدي ؛ فاسمه بالتفصيل هو : فأضل بن يعقوب بن عاشور بن سكران بن عثمان بن محمد بن أحمد بن فيحان بن سيحان بن ثابت وثابت هو بطن من بطون شمر الطائية القحطانية والغنية عن التعريف.
ولد صاحب الديوان في الدورق (الفلاحية) كما ذكر اعلاه وكان مولعا منذ طفولته بالشعر والأدب ويحضر الاحتفالات والندوات الاجتماعية التي تقام بالمناسبات المختلفة ويستمع إلى الشعراء وأدباءالأناشيد والتواشيح الدينية.
تعلم في بداية طفولته القرائة الصحيحة للقران الكريم على يد أحد الملالي المعروفين في المنطقة إذ لم تكن آنذاك توجد مدارس للتعليم بعد ذلك تعلم كتابة الخط العربي وطريقة قرائة القصائد الشعرية بانواعها وفن حفظها وانشادها علي يد أستاذه الفاضل السيد رضا بن السيد صالح إبراهيمي (ر ه) و في سيما المذكور كان فاضلا ومعروفأ بحسن الأخلاق ويمتلك الجودة في الخط والكتابتة ومحبا لتعليم وتهذيب أبناء الحي ذلك كان له الفضل الأكبر على شاعرنا ويعتبر الحجر الاساس في بناء شخصیته شاعرنا الأدبية والثقافية ز
دخل الشاعر المدرسة التي فتحت أول مرة في تاريخ الدورق وفي سنة 1315 شمسية وهو في سن الثامنة من عمره وحصل على شهادة الصف السادس الابتدائي بتقدير عال وكانت هذه الشهادة آنذاك تعد أكبر شهادة دراسية. يمتلك شاعرنا الموهبته الشعرية باضافة إلى غريزته الذاتية التي اکتسبها بالوراثة من والده الحاج يعقوب السكراني الذي كان شاعرا لبيبا آنذاك.

## الوفاة
تُوفي الشاعر الأهوازي، الملا فاضل السکراني عن عمر یناهز التسعین في مدینة الفلاحیة مساء الیوم السبت 18 من شهر يناير لعام 2014.